# メロン財閥

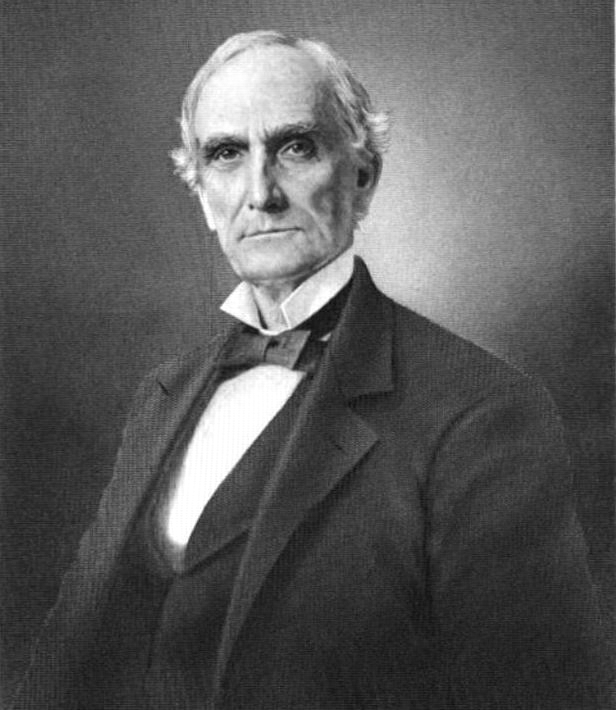
トーマス・メロン。メロン銀行創設者。

メロン財閥（Mellon family、メロンざいばつ）は、ピッツバーグに本部を置くアメリカの財閥である。伝統の信託事業は、モーゲージや証券だけでなく、年金運用やクリアリングにおよぶ。電力コンツェルンを築いた経験を活かし、ラストベルトのハイテク化に貢献した。巨大な保険事業も傘下に置いていた。財閥は労働者だけでなく、自身の顧客である機関投資家からも起訴されている。
古来から不動産信託事業を得意としてきたが、20世紀の初めには電力事業をJPモルガンやトーマス・エジソンらと独占しロックフェラーと競った。主要な事業体は、かつてのメロン・フィナンシャルと、現在のバンク・オブ・ニューヨーク・メロンである。ドル高の進む1980年代から財閥の支配するペンシルベニア州の産業が斜陽、情報産業を振興して機関投資家の資産運用やカストディサービスへ利用していった。2014年7月までリチャード・メロン・スカイフが当主だった。多くの財団を支配または支援している。メロン家（Mellon family）のマシュー（Matthew Taylor Mellon II）はアンソニー・ジョセフ・ドレクセル1世の血を引いていた。

## 事業法人と財団
アイルランド生まれのトーマス・メロン（1813年2月3日 - 1908年2月3日）が、不動産事業による利益を元にピッツバーグで1870年に設立したメロン商会を起源とする。南北戦争後の混乱時に規模を拡大して銀行を買収し、ウェスティングハウス・エレクトリックやPPGインダストリーズの金融を手がけ、リゴニア・バレー鉄道の施工を監督した。
金融恐慌の1907年に創立したガルフ・オイルで7割を支配し、息子のアンドリュー・メロンを社長に就けた。1909年にアルコアを設立してアルミニウム業界を差配し、石油市場でロックフェラーと競い電力事業も差配した。
戦間期、連邦準備制度の会員銀行として貿易金融に特権を得て収益を安定させた。フロリダの公的資金を巻き込み、土地を買収し電力・通信設備を施した。
1931年、ベスレヘム・スチールと事業交換し、株式と社債の合計7000万ドルを譲受する。
1945年、トーマス・メロンの利権であったピッツバーグ石炭会社がロックフェラーのコンソル・エナジーに買収される。
戦時中に合同運用信託という特権を得た。この投資信託は銀行だけが運用できるもので、1940年投資会社法の規制を受けないという利点があった。
1965年、アンドリュー・カーネギーが設立したカーネギー工科大学がメロン工業研究所を吸収合併し、カーネギーメロン大学となった。1969年にアンドリュー・メロン財団を設立した。1977年、アレゲーニー会議（Allegheny Conference）に財閥の重役が定員26人中21人も出席していた。

## ラストベルト改革
財閥の支配するペンシルベニア州はラストベルトに収まっている。レーガノミクスのドル高は、オイルショックに由来するドル建てユーロ債が途上国を機関化することを容易にする一方で、ラストベルトの鉄鋼産業から国際競争力を奪った。地元企業年金や地元自治体の財政は苦しくなり、財政難自治体法の成立後、1990年にメロン・フィナンシャルがPSFSを買収する形で資金を注入した。3年後にボストン・カンパニーをサンフォード・ワイルから買収して、グラス・スティーガル法の銀証分離を事実上破綻させながら、企業年金の受託者として這い上がった。そしてアメリカ合衆国のサービス産業に国際競争力を与えた。
先端技術を駆使する企業群と、それらに対して財閥のサービスを受けながら合理化圧力をかける機関投資家。地元では未熟練労働者をレイオフしたり、あるいは彼らの年金を整理した。1986年2月、メロン・フィナンシャルはナショナル・クリーニング・コントラクターズ社にビル管理をさせる契約を打ち切り、同時に同社が国際労組（SEIU）と結んでいた協定を破棄させて、アーケード・メンテナンス社に管理を任せた。そして労組に複数の訴訟を提起された。この紛争はカーネギーメロン大学を巻き込んでゆくが、1990年のPSFS買収によって収束に向かった。
このような合理化はサンベルトのロサンゼルスでも並行し、ハイテク産業と第三世界型のアパレル産業という格差社会をもたらした。機関化とそれによる合理化は州際問題から国際問題に発展した。ラストベルト資本は、日本や中国、そして欧州との貿易摩擦で様々に圧力をかけたり、あるいは通貨を囲い込んだりして、機関化の糸口をつくっていったのである。そして機関化されたシャドー・バンキング・システムが世界経済を席巻していった。

## ジェネラル・リー
ジェネラル・リー（General Re, founded 1921）という再保険会社は、第二次世界大戦中の1945年にメロン保険（Mellon Indemnity Corporation）と株式を持ち合う関係となり、同年11月に合併した。メロン保険はそれまでほとんど保険をやらずに財閥の投資基金として稼動してきたが、財閥は11月の合併で新会社の40％を保有した。ジェネラル・リーは財閥の力でオイルショック以降の競争激化にも動揺することなく、1980年に金融持株会社となり、1990年デリバティブ取引用の系列会社を設けた。翌1991年4月にはロイヤル再保険（現RSA）を80％買収できることになったが、ビッグバンは混戦を続けており、数ヶ月後に合意が反故にされてしまった。1994年遅く、ジェネラル・リーはケルン再保険（Cologne Re, founded 1846）の75％を買収することに成功した。ケルン再保険は当時で27カ国に37支店を構え、150カ国近くを営業圏とし、広範なリスクを対象とした再保険を引き受ける多国籍企業であった。買収の結果、ジェネラル・リーの保険料において、45％がアメリカ合衆国の外から得られることになった。
ケルン再保険の歴史について。発足した時期にはドイツからアメリカ合衆国へ盛んに投資が行われた。ケルン再保険は、1870年の普仏戦争でフランス事業を売却した（ソジェンと類似）。1903年、ドイツ帝国の企業が米国企業の再保険を引受けるようになった。ヴァイマル共和政からジェネラル・リーに買収されるまでの情報は見つかっていない。
1998年12月、バークシャー・ハサウェイがジェネラル・リーを買収し、GEICOと並ぶ主力事業に編成した。
2005年6月6日、ジェネラル・リーの元幹部（John Houldsworth）がアメリカン・インターナショナル・グループ（AIG）の不正会計問題に関与したことについて有罪を認めた。証券取引委員会の作成した24ページの主張によると、2000年第4四半期と2001年第1四半期に、この元幹部がAIGの準備金を5億ドル不正に水増しするため、2回にわたって見せかけの再契約取引の取り決めに関与したという。主張文には証拠となる長電話を記録テープから起こしたものも書かれている。